# Miercurea-Ciuc
Miercurea-Ciuc (mađarski: Csíkszereda, njemački: Szeklerburg) je središte županije Harghita u Rumunjskoj

## Stanovništvo
Grad ima 42.029 stanovnika od kojih 81,8% Mađara (2002.).

## Opis
Miercurea-Ciuc se nalazi na istočnom dijelu županije Harghita u dolini rijeke Olta. Prije 1918. godine, grad je bio središte ugarske županije Csík. Miercurea-Ciuc je administrativni centar županije Harghita od 1968. U komunističkom razdoblju, pojedina dijela povijesnog centra grada su srušena s ciljem izgradnje novog socijalističkog grada.
2001. godine osnivanjem mađarskog privatnog Sveučilišta Sapientia Miercurea-Ciuc postaje sveučilišnim gradom.
Grad koji se nalazi na nadmorskoj visini od 655-730 metara, idealan je za zimske sportove. Lokalna hokejska ekipa, Csíkszeredai Sport Club je dugo među najboljima u Rumunjskoj, a u sezoni 2006. sudjeluje i u mađarskom prvenstvu.
Najpoznatiji proizvod grada je pivo marke Ciuc.

## Znamenitosti
Ulica Petőfija je sa svojim dućanima, kafićima i restauracijama društveno središte grada.
Među glavne znamenitosti centra ubraja se i Palača Mikó izgrađena u 17. stoljeću.   U njoj je danas smješten Sikulski Muzej Csíki. S druge strane ulice nalazi se Gradska kuća (ranije županijska kuća ugarske županije Csík). Pokraj palače je smještena zgrada suda (palača pravosuđa) iz 1904.
Na brdu iznad grada (u naselju Şumulei, na mađarskom: Csíksomlyó) nalazi se jedno od najvažnijih mjesta hodočašća mađarskih katolika s crkvom i franjevačkim samostanom.

## Vanjske poveznice
- Sapientia Mađarsko Sveučilište u Transilvaniji (engleski, mađarski, rumunjski)
- Mjesto hodočašća Csíksomlyó (engleski, mađarski, njemački, rumunjski)  Arhivirana inačica izvorne stranice od 28. rujna 2007. (Wayback Machine)
- Hokejska ekipa Csíkszeredai Sport Club
- Prezentacija piva Ciuc[neaktivna poveznica]

### Ostali projekti
|  | Zajednički poslužitelj ima još gradiva o temi Miercurea-Ciuc |